# Frans Blom

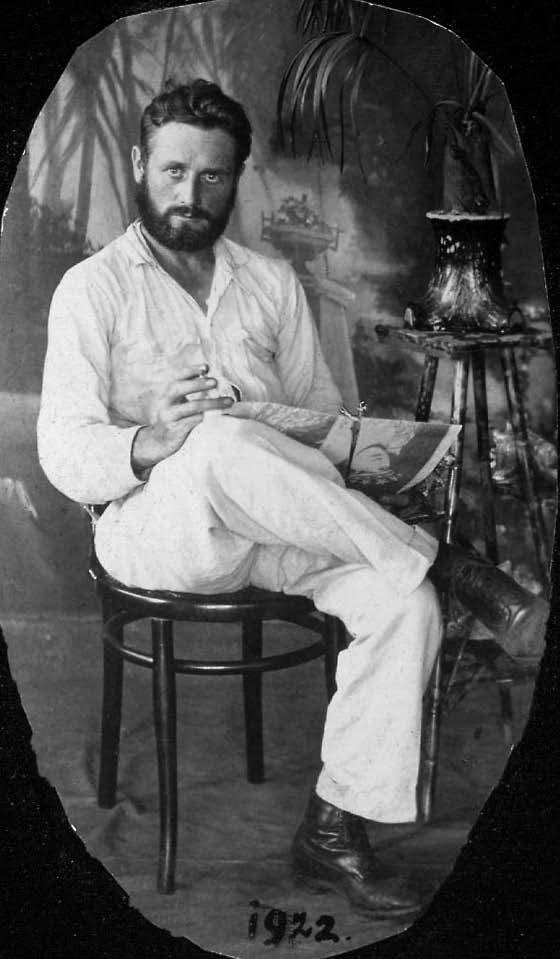
Frans Blom (1922)

Frans Ferdinand Blom (* 9. August 1893 in Kopenhagen; † 23. Juni 1963 in San Cristóbal de las Casas, Chiapas, Mexiko) war ein dänischer Entdecker und Archäologe.

## Werdegang
Frans Blom wuchs in Kopenhagen auf als Kind einer Mittelschicht-Familie von Antiquitätenhändlern. Seine erste Reise führte ihn 1919 nach Mexiko, wo er eine Stellung als Zahlmeister in der Öl-Industrie fand. Er reiste in abgelegene Gegenden im mexikanischen Urwald und begann, sich für die Kultur der Mayas zu interessieren. Er dokumentierte und zeichnete deren Ruinen und erhielt einen Vertrag beim Nationalmuseum für Anthropologie, das auch einige seiner Expeditionen finanzierte.
Blom lernte den Archäologen Sylvanus Griswold Morley kennen, der ihn an die Harvard University nach Boston vermittelte, wo er einen Abschluss in Archäologie machte. Er erhielt eine Anstellung an der Tulane-Universität in New Orleans und machte während seiner dortigen Zeit mehrere Expeditionen nach Mittelamerika. 1924 entdeckte er in Uaxactun in Guatemala bisher unbekannte Überreste von Maya-Anlagen. Seine Forschungen im Umfeld des Isthmus von Tehuantepec erbrachten erste wissenschaftliche Berichte über eine Reihe von Anlagen der Olmeken-Kultur. 1930 unternahm Blom sehr detaillierte Vermessungen im sogenannten „Nonnenviereck“ von Uxmal, auf deren Grundlage eine naturgetreue Reproduktion für die Weltausstellung in Chicago 1933 angefertigt wurde, die jedoch nicht erhalten ist.
1932 heiratete Frans Blom die US-Amerikanerin Mary Thomas; die Ehe wurde nach sechs Jahren geschieden. In der Folge begann er mit dem Trinken, weshalb er auch seine Stelle als Direktor des Middle American Research Instituts in Tulane verlor, die er von 1922 bis 1940 innehatte. Er zog nach Mexiko, wo er die Schweizer Journalistin Gertrude Duby-Blom (1901–1993) kennenlernte und heiratete.
1950 kauften die Eheleute Blom ein großes Anwesen in  San Cristóbal de las Casas. Sie nannten das Haus Na Bolom - na bedeutet Haus auf Lacandon, der Sprache der Maya, bolom „Jaguar“ und erinnerte zudem an Bloms Name. Die Bloms machten aus dem Haus ein kulturelles und wissenschaftliches Zentrum mit Räumen für Gäste. Heute ist das Haus ein Museum. Zudem unternahmen die Bloms weiterhin Expeditionen im Auftrag der mexikanischen Regierung. Frans Blom starb 1963 im Alter von 70 Jahren.

## Publikationen
- I de store Skove. Breve fra Meksiko. 1923
- Tribes and Temples. 1926/1927
- Conquest of Yucatan. 1936
- Mit Gertrud Blom-Duby: La selva Lacandona. 1955